# گروه بی‌ان مدیا
گروه بی‌ این مدیا یا گروه رسانه بی‌این (انگلیسی: BeIN Media Group) شرکت رسانه‌ای قطری است، که در سال ۲۰۱۴ تأسیس شد.